# Andrej Larkov
Andrej Vitaljevitsj Larkov (Russisch: Андрей Витальевич Ларьков) (Zelenodolsk, 25 november 1989) is een Russische langlaufer. Hij nam onder olympische vlag deel aan de Olympische Winterspelen 2018 in Pyeongchang.

## Carrière
Bij zijn wereldbekerdebuut, in december 2012 in Canmore, scoorde Larkov dankzij een zevende plaats direct wereldbekerpunten. Op de wereldkampioenschappen langlaufen 2015 in Falun eindigde de Rus als 26e op de 15 kilometer vrije stijl en als 27e op de 50 kilometer klassieke stijl. In Lahti nam hij deel aan de wereldkampioenschappen langlaufen 2017. Op dit toernooi eindigde hij als vijfde op de 15 kilometer klassieke stijl en als achtste op de 30 kilometer skiatlon. Samen met Aleksandr Bessmertnych, Aleksej Tsjervotkin en Sergej Oestjoegov veroverde hij de zilveren medaille op de estafette. In januari 2018 stond Larkov in Val di Fiemme voor de eerste maal in zijn carrière op het podium van een wereldbekerwedstrijd. Tijdens de Olympische Winterspelen van 2018 in Pyeongchang sleepte hij de bronzen medaille in de wacht op de 50 kilometer klassieke stijl, daarnaast eindigde hij als twintigste op de 15 kilometer vrije stijl en als dertigste op de 30 kilometer skiatlon. Op de estafette legde hij samen met Aleksandr Bolsjoenov, Aleksej Tsjervotkin en Denis Spitsov beslag op de zilveren medaille.
Op de wereldkampioenschappen langlaufen 2019 in Seefeld eindigde de Rus als vierde op de 15 kilometer klassieke stijl. Samen met Aleksandr Bessmertnych, Aleksandr Bolsjoenov en Sergej Oestjoegov behaalde hij de zilveren medaille op de estafette.

## Resultaten

### Olympische Winterspelen
| Jaar | Plaats      | Onderdeel                                                                              |
| ---- | ----------- | -------------------------------------------------------------------------------------- |
| 2018 | Pyeongchang | 20e 15 km vrije stijl · 30e 30 km skiatlon · 50 km klassieke stijl · 4×10 km estafette |

### Wereldkampioenschappen
| Jaar | Plaats  | Resultaten                                                       |
| ---- | ------- | ---------------------------------------------------------------- |
| 2015 | Falun   | 26e 15 km vrije stijl 27e 50 km klassieke stijl                  |
| 2017 | Lahti   | 5e 15 km klassieke stijl · 8e 30 km skiatlon · 4×10 km estafette |
| 2019 | Seefeld | 4e 15 km klassieke stijl · 4×10 km estafette                     |

### Wereldbeker
Eindklasseringen
| Seizoen   | Algm | DI   | SP  | TdS |
| --------- | ---- | ---- | --- | --- |
| 2012/2013 | 52e  | 38e  | –   | 32e |
| 2013/2014 | 128e | 106e | 71e | 34e |
| 2014/2015 | 38e  | 36e  | 57e | 23e |
| 2015/2016 | 21e  | 22e  | 47e | 26e |
| 2016/2017 | 19e  | 16e  | 33e | 22e |
| 2017/2018 | 18e  | 20e  | 62e | 10e |
| 2018/2019 | 12e  | 7e   | 68e | 10e |
| 2019/2020 | 13e  | 14e  | 55e | 13e |
| 2020/2021 | 108e | 68e  | –   | –   |